# Federico di Meclemburgo-Schwerin
Federico di Meclemburgo-Schwerin (Schwerin, 13 febbraio 1638 – Grabow, 28 aprile 1688) fu duca di Meclemburgo-Schwerin.

## Biografia
Federico era figlio di Adolfo Federico I di Meclemburgo-Schwerin e della sua seconda moglie Maria Caterina di Brunswick-Dannenberg.
Alla morte del suo fratellastro Cristiano Ludovico, furono i suoi tre figli a succedergli nel governo del ducato. Federico fu canonico della Cattedrale di Strasburgo nel 1667. Nel 1669 si trasferì a Grabow.
Il 28 maggio 1671 sposò Cristina Guglielmina d'Assia-Homburg, figlia di Guglielmo Cristoforo d'Assia-Homburg.

## Discendenza
Dall'unione nacquero quattro figli:
- Federico Guglielmo (1675-1713);
- Carlo Leopoldo (1678-1747);
- Cristiano Ludovico (1683-1756);
- Sofia Luisa (1685-1735), sposò Federico I di Prussia.

## Ascendenza
|                                           |                                  |                                   | Genitori                          |  |  | Nonni |  |  | Bisnonni                                   |  |  | Trisnonni                          |  |
|                                           |                                  |                                   |                                   |  |  |       |  |  | Giovanni Alberto I di Meclemburgo-Schwerin |  |  | Alberto VII di Meclemburgo-Güstrow |  |
|                                           |                                  |                                   |                                   |  |  |       |  |  | Giovanni Alberto I di Meclemburgo-Schwerin |  |  | Alberto VII di Meclemburgo-Güstrow |  |
|                                           |                                  | Anna di Brandeburgo               |                                   |  |  |       |  |  | Giovanni Alberto I di Meclemburgo-Schwerin |  |  |                                    |  |
| Giovanni VII di Meclemburgo-Schwerin      |                                  |                                   |                                   |  |  |       |  |  | Giovanni Alberto I di Meclemburgo-Schwerin |  |  |                                    |  |
|                                           |                                  | Anna Sofia di Prussia             | Alberto I di Prussia              |  |  |       |  |  |                                            |  |  |                                    |  |
|                                           |                                  | Anna Sofia di Prussia             | Alberto I di Prussia              |  |  |       |  |  |                                            |  |  |                                    |  |
|                                           |                                  | Anna Sofia di Prussia             | Dorotea di Danimarca              |  |  |       |  |  |                                            |  |  |                                    |  |
| Adolfo Federico I di Meclemburgo-Schwerin |                                  | Anna Sofia di Prussia             |                                   |  |  |       |  |  |                                            |  |  |                                    |  |
|                                           |                                  | Adolfo di Holstein-Gottorp        | Federico I di Danimarca           |  |  |       |  |  |                                            |  |  |                                    |  |
|                                           |                                  | Adolfo di Holstein-Gottorp        | Federico I di Danimarca           |  |  |       |  |  |                                            |  |  |                                    |  |
|                                           |                                  | Adolfo di Holstein-Gottorp        | Sofia di Pomerania                |  |  |       |  |  |                                            |  |  |                                    |  |
| Sofia di Holstein-Gottorp                 |                                  | Adolfo di Holstein-Gottorp        |                                   |  |  |       |  |  |                                            |  |  |                                    |  |
|                                           |                                  | Cristina d'Assia                  | Filippo I d'Assia                 |  |  |       |  |  |                                            |  |  |                                    |  |
|                                           |                                  | Cristina d'Assia                  | Filippo I d'Assia                 |  |  |       |  |  |                                            |  |  |                                    |  |
|                                           |                                  | Cristina d'Assia                  | Cristina di Sassonia              |  |  |       |  |  |                                            |  |  |                                    |  |
| Federico di Meclemburgo-Schwerin          |                                  | Cristina d'Assia                  |                                   |  |  |       |  |  |                                            |  |  |                                    |  |
|                                           | Enrico III di Brunswick-Lüneburg | Ernesto I di Brunswick-Lüneburg   |                                   |  |  |       |  |  |                                            |  |  |                                    |  |
|                                           | Enrico III di Brunswick-Lüneburg | Ernesto I di Brunswick-Lüneburg   |                                   |  |  |       |  |  |                                            |  |  |                                    |  |
|                                           | Enrico III di Brunswick-Lüneburg | Sofia di Meclemburgo-Schwerin     |                                   |  |  |       |  |  |                                            |  |  |                                    |  |
| Giulio Ernesto di Brunswick-Dannenberg    | Enrico III di Brunswick-Lüneburg |                                   |                                   |  |  |       |  |  |                                            |  |  |                                    |  |
|                                           |                                  | Ursula di Sassonia-Lauenburg      | Francesco I di Sassonia-Lauenburg |  |  |       |  |  |                                            |  |  |                                    |  |
|                                           |                                  | Ursula di Sassonia-Lauenburg      | Francesco I di Sassonia-Lauenburg |  |  |       |  |  |                                            |  |  |                                    |  |
|                                           |                                  | Ursula di Sassonia-Lauenburg      | Sibilla di Sassonia               |  |  |       |  |  |                                            |  |  |                                    |  |
| Maria Caterina di Brunswick-Dannenberg    |                                  | Ursula di Sassonia-Lauenburg      |                                   |  |  |       |  |  |                                            |  |  |                                    |  |
|                                           |                                  | Edzardo II della Frisia orientale | Enno II della Frisia orientale    |  |  |       |  |  |                                            |  |  |                                    |  |
|                                           |                                  | Edzardo II della Frisia orientale | Enno II della Frisia orientale    |  |  |       |  |  |                                            |  |  |                                    |  |
|                                           |                                  | Edzardo II della Frisia orientale | Anna di Oldenburg                 |  |  |       |  |  |                                            |  |  |                                    |  |
| Maria dell'Osterfriesland                 |                                  | Edzardo II della Frisia orientale |                                   |  |  |       |  |  |                                            |  |  |                                    |  |
|                                           |                                  | Caterina Vasa                     | Gustavo I di Svezia               |  |  |       |  |  |                                            |  |  |                                    |  |
|                                           |                                  | Caterina Vasa                     | Gustavo I di Svezia               |  |  |       |  |  |                                            |  |  |                                    |  |
|                                           |                                  | Caterina Vasa                     | Margherita Leijonhufvud           |  |  |       |  |  |                                            |  |  |                                    |  |
|                                           |                                  | Caterina Vasa                     |                                   |  |  |       |  |  |                                            |  |  |                                    |  |